# 傑夫·法蘭庫爾
傑弗瑞·布萊登·法蘭庫爾（英語：Jeffrey Braden Francoeur，1984年1月8日—），綽號「法蘭奇」，為前美國職棒大聯盟的外野手，生涯曾效力於勇士、大都會、遊騎兵、皇家、巨人、教士、費城人與馬林魚等隊。目前他在亞特蘭大勇士擔任球評。

## 職業生涯

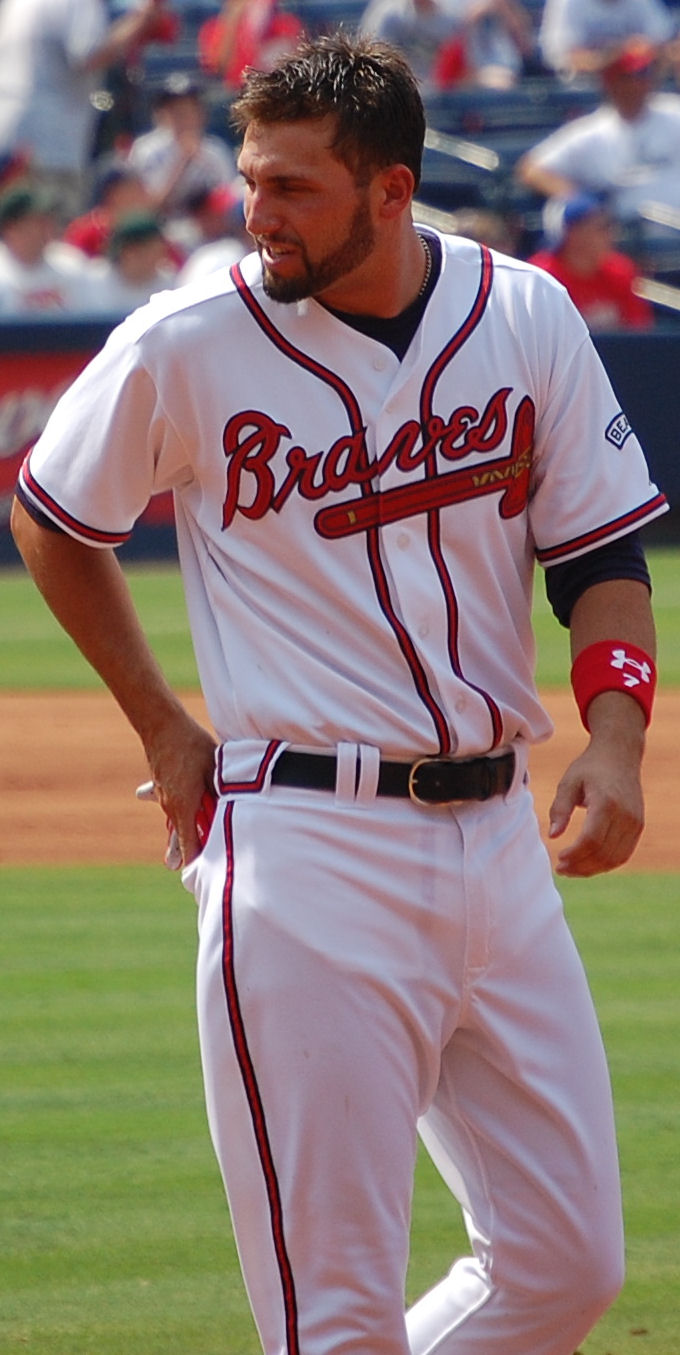
2008年的法蘭庫爾

### 亞特蘭大勇士
2005年7月7日，法蘭庫爾登上大聯盟，他的生涯首安就是一發3分砲。整季他的打擊率為3成，並敲出14轟與44分打點。最後他在新人王票選拿下第三名。
2006年，他成為勇士隊史第四位單季162場全勤出賽的球員。整季他的打擊率為2成60，並敲出29轟與103分打點。5月13日，他敲出生涯首發再見滿貫砲。
2007年，法蘭庫爾再度全勤。整季打擊率為2成93，並敲出19轟與105分打點。他也靠著19次外野助殺拿下金手套獎。
2008年4月12日，法蘭庫爾單場打回7分打點。他在5月20日終止了連續370場出賽記錄。5月22日，他差一支二壘安打就能達成完全打擊。
2008年7月，法蘭庫爾下放到2A調整打擊。不過回歸大聯盟後仍不見起色，最後他整季的打擊率為2成34。

### 紐約大都會
2009年7月10日，勇士將法蘭庫爾交易到大都會，換來Ryan Church。他在大都會的首打席就打回2分打點。他在7月20日敲出轉隊後的首轟。8月23日，他成為大聯盟史上第二位敲出再見三殺打的球員。
2010年上半季，法蘭庫爾擔任球隊的先發右外野手。不過下半季被Ángel Pagán取代先發位置。

### 德州遊騎兵
2010年8月31日，大都會將法蘭庫爾交易到遊騎兵，換來華金·艾瑞亞斯。後來遊騎兵順利拿下美聯冠軍。

### 堪薩斯市皇家

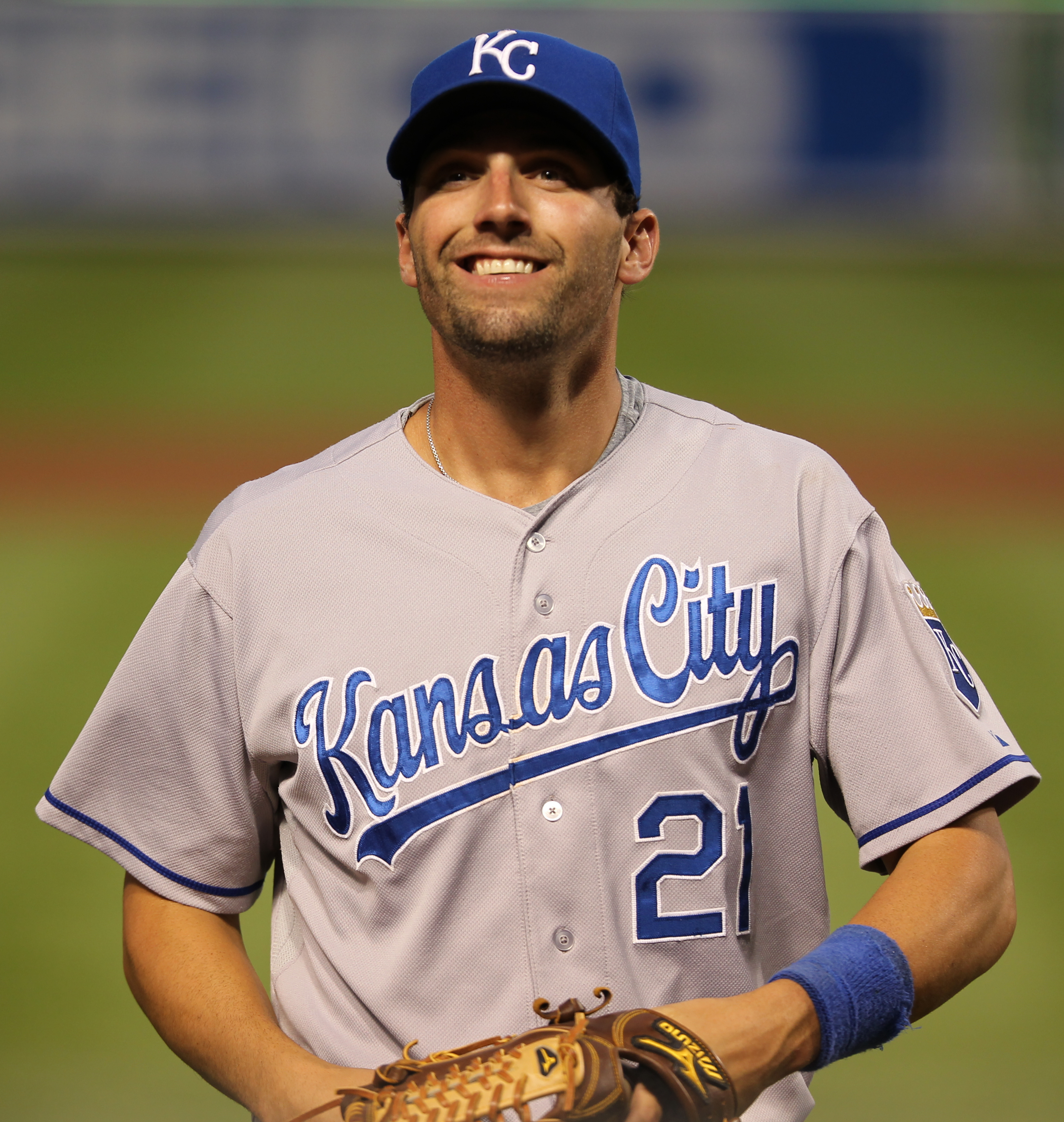
2011年的法蘭庫爾

2010年12月8日，法蘭庫爾與皇家簽下一年250萬美元的合約。隔年8月18日，他與球隊續簽2年1350萬美元的合約。2013年，他只繳出2成08的打擊率，因此他在6月底遭到指定讓渡。

### 舊金山巨人
2013年7月9日，法蘭庫爾與巨人簽下小聯盟約。他在巨人僅出賽22場比賽，打擊率為1成94，最後他在8月22日遭到釋出。

### 克里夫蘭印地安人
2014年1月6日，法蘭庫爾與印地安人簽下小聯盟約。他在3月22日遭到釋出。

### 聖地牙哥教士
2014年3月26日，法蘭庫爾與教士簽下小聯盟約。他在教士3A敲出隊史首轟，中間他一度被球隊當作投手訓練，但後來又改回外野手。他在7月底登上大聯盟，8月11日遭到指定讓渡。球季結束後，他成為自由球員。

### 費城費城人
2014年11月13日，法蘭庫爾與費城人簽下小聯盟約。2015年6月16日，他在球隊落後16分時登板投球，並主投1局無失分。不過他在下個半局卻丟了2分。7月，他在8場比賽內敲出3轟。整季他的打擊率為2成58，並敲出13轟與45分打點。

### 重返亞特蘭大
2016年2月22日，法蘭庫爾與勇士簽下小聯盟約，並受邀參加春訓。3月29日，勇士決定買斷他的合約。

### 邁阿密馬林魚
2016年8月24日，法蘭庫爾在一筆三方交易中被交易到馬林魚。勇士獲得Dylan Moore和Matt Foley。

## 生涯打擊成績
| 出賽次數 | 打席 | 打數 | 得分 | 安打 | 二安 | 三安 | 全壘打 | 打點 | 盜壘 | 保送 | 三振 | 打擊率 | 上壘率 | 長打率 | OPS  |
| -------- | ---- | ---- | ---- | ---- | ---- | ---- | ------ | ---- | ---- | ---- | ---- | ------ | ------ | ------ | ---- |
| 1480     | 5661 | 5260 | 626  | 1373 | 281  | 27   | 160    | 698  | 54   | 284  | 1080 | .261   | .303   | .416   | .719 |

## 國際賽
法蘭庫爾曾和前隊友奇伯·瓊斯一同參加2006年世界棒球經典賽，他在經典賽敲出1支二壘安打，並跑回1分。

## 個人生活
法蘭庫爾的家人幾乎都是教師，父母親都是退休教師，姐姐則是英語老師和女籃教練，哥哥也是一位教師。他在2007年11月結婚，在大聯盟的前兩年，他還和隊友布萊恩·麥肯一起住在喬治亞州。
目前法蘭庫爾有在經營podcast節目，並將自身經驗講述給年輕運動員、教練及家長，做為其學習參考。

## 外部連結
- 球員資訊和成績在MLB ，ESPN ，Retrosheet ，Baseball Reference ，Baseball Reference (Minors) ，Fangraphs ，The Baseball Cube ，Baseball Almanac （英文）